# Кирсановка (Тоцкий район)
Кирса́новка — село в Тоцком районе Оренбургской области России. Единственный населённый пункт Кирсановского сельсовета.

## География
Кирсановка расположена в наиболее населённой северо-восточной части Тоцкого района. В 2 км западнее находится достаточно крупный посёлок Пристанционный, за ним — посёлок Городок Третий, далее, на расстоянии 7 км к западу от Кирсановки — районный центр село Тоцкое. В 4 км к северо-западу находится самое крупное село района — Тоцкое Второе, застроенное многоэтажными домами. На юге и востоке крупных населённых пунктов не имеется. На этих направлениях земли Кирсановского сельсовета граничат с территорией Сорочинского района. Ближайший значительный город — Сорочинск — расположен в 15 км к юго-востоку.
Село раскинулось на обоих густо поросших лесом берегах реки Сорочки, а также на берегах нескольких оврагов и заливов, обозначающих старицу Сорочки. Юго-западнее Кирсановки Сорочка принимает один из своих двух крупных левых притоков — речку Сухушку (Суходол), на которой недалеко от устья, в границах земель Кирсановского сельсовета, устроен достаточно крупный искусственный пруд. К северу от Кирсановки Сорочка почти сразу впадает в Самару, являясь её левым притоком. В пойме Самары находится целый ряд небольших озёр продолговатой формы, которые отмечают прежние русла реки: к востоку от Кирсановки — Тягловое, Копытное, Светлое и др., к северо-западу — Садок, Подлесное, Поперечное и др.
Кирсановка находится фактически на границе степной и лесостепной зон — к югу от села находятся весьма значительные, но искусственные лесопосадки, севернее же, по берегам Самары и далее, уровень лесистости поверхности существенно возрастает, прежде всего, за счёт естественных лесов.
В нескольких километрах южнее населённого пункта проходит региональная трасса Р224 Самара—Оренбург. По северной окраине села идёт линия Южно-Уральской железной дороги (перегон Красногвардеец—Оренбург). В посёлке Пристанционном находится станция Тоцкая, в селе Тоцком — разъезд 1314 км, в посёлке Городок Третий — разъезд 1316 км, в самой Кирсановке — разъезд 1325 км. Восточнее Пристанционного и южнее Городка Третьего помещается военный аэродром Тоцкое. Село Тоцкое Второе обслуживает стратегически важный Тоцкий полигон, где в 1954 году проводились испытания ядерного оружия (непосредственно к северу от Кирсановки, на правом берегу Самары, в районе устья реки Маховки, расположен один из посёлков полигона — Городок № 2).

## История
Село основано переселенцами в 19 веке.

## Население
| 2010  | 2012  | 2013  | 2014  | 2015  | 2016  | 2017  |
| ----- | ----- | ----- | ----- | ----- | ----- | ----- |
| 1361  | ↗1394 | ↗1402 | ↗1436 | ↗1475 | ↘1467 | ↘1445 |
| 2018  | 2019  | 2020  | 2021  |       |       |       |
| ↘1401 | ↘1365 | ↗1367 | ↘1354 |       |       |       |

Кирсановка является третьим по величине населённым пунктом Тоцкого района — после сёл Тоцкое Второе и Тоцкое.
По данным переписи 2002 года, в селе проживало 1 517 человек (692 мужчины, 825 женщин), 88 % населения составляли русские.

## Улицы
| Будённого       |
| Заводская       |
| Кирова          |
| Красноармейская |
| Ленинская       |
| Луговая         |
| Мира            |
| Молодёжная      |

| Московская   |
| Набережная   |
| Первомайская |
| Полевая      |
| Пушкинская   |
| Садовая      |
| Советская    |
| Чапаева      |

## Инфраструктура
- Несколько крестьянских фермерских хозяйств
- Средняя общеобразовательная школа
- Детский дом для детей-сирот
- Центр досуга
- Сельская библиотека
- Фельдшерско-акушерский пункт[18]
- Детский сад «Алёнушка»[19]
- Церковь в честь Казанской иконы Божией Матери (строится с 2001 года)[20]